# ییسک
شهر ییسک (به روسی: Ейск) در کشور روسیه و در کرای کراسنودار واقع شده‌است.